# Переа, Луис Карлос
Не путать с другим игроком сборной Колумбии по футболу — Луисом Амаранто Переа
Луис Карлос Переа (исп. Luis Carlos Perea; 29 декабря 1963 в Турбо) — колумбийский футболист, выступавший на позиции центрального защитника.

## Игровая карьера
За свою карьеру Переа играл в основном за «Индепендьенте Медельин», где дебютировал в 1983 году; и «Атлетико Насьональ», также некоторое время провёл в «Атлетико Хуниор» и «Депортес Толима». За рубежом он представлял «Некаксу» и «Торос Неса» в Мексике, в 1989 году он выиграл Кубок Либертадорес с «Насьоналем».
За семь лет в сборной Колумбии Переа сыграл 78 матчей и забил два гола, включая шесть матчей на чемпионатах мира в 1990 и в 1994 году.
Переа участвовал в четырёх финалах Кубка Америки и забил свой первый международный гол на Кубке Америки 1993, на 88-й минуте четвертьфинального матча против Уругвая (1:1 после 120 минут, победа по пенальти).

## Завершение карьеры
В 1999 году Перея поехал в США, намереваясь подписать контракт с «Майами Фьюжн» или «Тампа Бэй Мьютини». Он не выступал ни в одном клубе и ушёл из спорта, но начал работать в качестве тренера по развитию игроков в «Майами Страйк Форс», он был включён в список 100 лучших латиноамериканцев, живущих в Майами.

## Личная жизнь
Переа является отцом Луиса Альберто Переа, профессионального футболиста, который играл в чемпионате Колумбии, Чили и MLS.

## Титулы и достижения
- Обладатель Кубка Либертадорес (1): 1989
- Обладатель Межамериканского кубка (1): 1989